# Siebenarmiger Leuchter (Braunschweig)

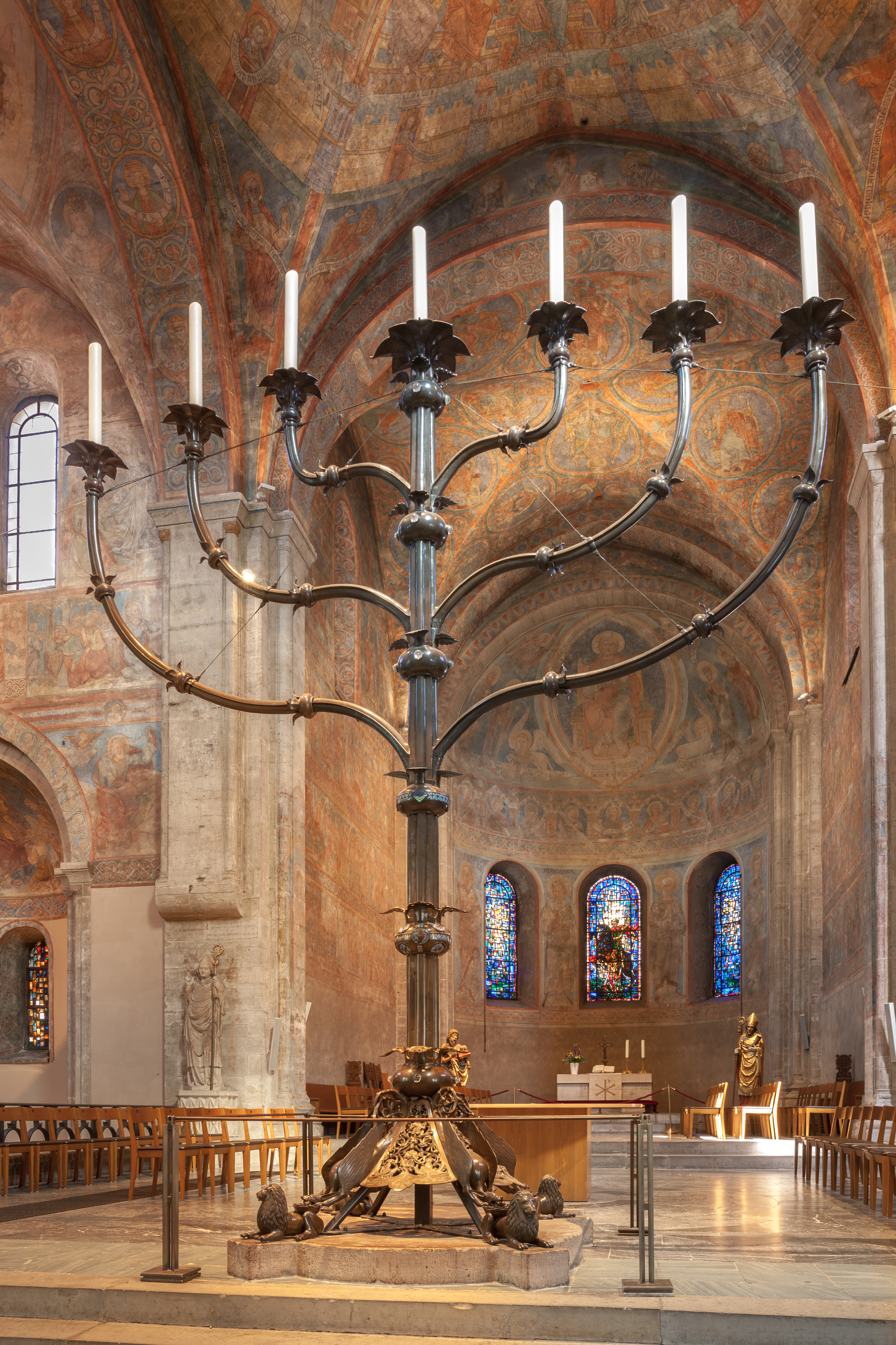
Der Siebenarmige Leuchter

Der bronzene Siebenarmige Leuchter aus dem 12. Jahrhundert gehört zu den wertvollsten Ausstattungsstücken des Braunschweiger Doms.  Vergleichbare Leuchter sind nur noch im Essener Münster, im Stift Klosterneuburg und im Mailänder Dom zu finden.

## Beschreibung
Der bronzene Leuchter besteht aus 74 Einzelteilen, hat eine Höhe von 4,80 m, eine Spannweite von 4,30 m und wiegt über 400 kg. Er ruht auf vier liegenden Löwen, die jeweils einen Flügeldrachen tragen. Zwischen den Drachen befinden sich durchbrochene Füllungen aus Ranken und Figurenschmuck als Nachschöpfungen des 19. Jahrhunderts. Der Leuchterstamm und die S-förmigen Arme sind durch Knäufe unterteilt. Der zweite und dritte Schaftknauf tragen Emailplatten, auf denen die vier Evangelisten, Ornamentbänder und als Hinzufügung von 1896 die vier Winde dargestellt sind. Die Art der Ausführung lässt eine Kölner Werkstatt als Herstellungsort der romanischen  Grubenschmelzplatten vermuten. Am Ende des Stammes und der sechs Arme befindet sich jeweils ein lilienförmiger achtblättriger Kerzenteller.

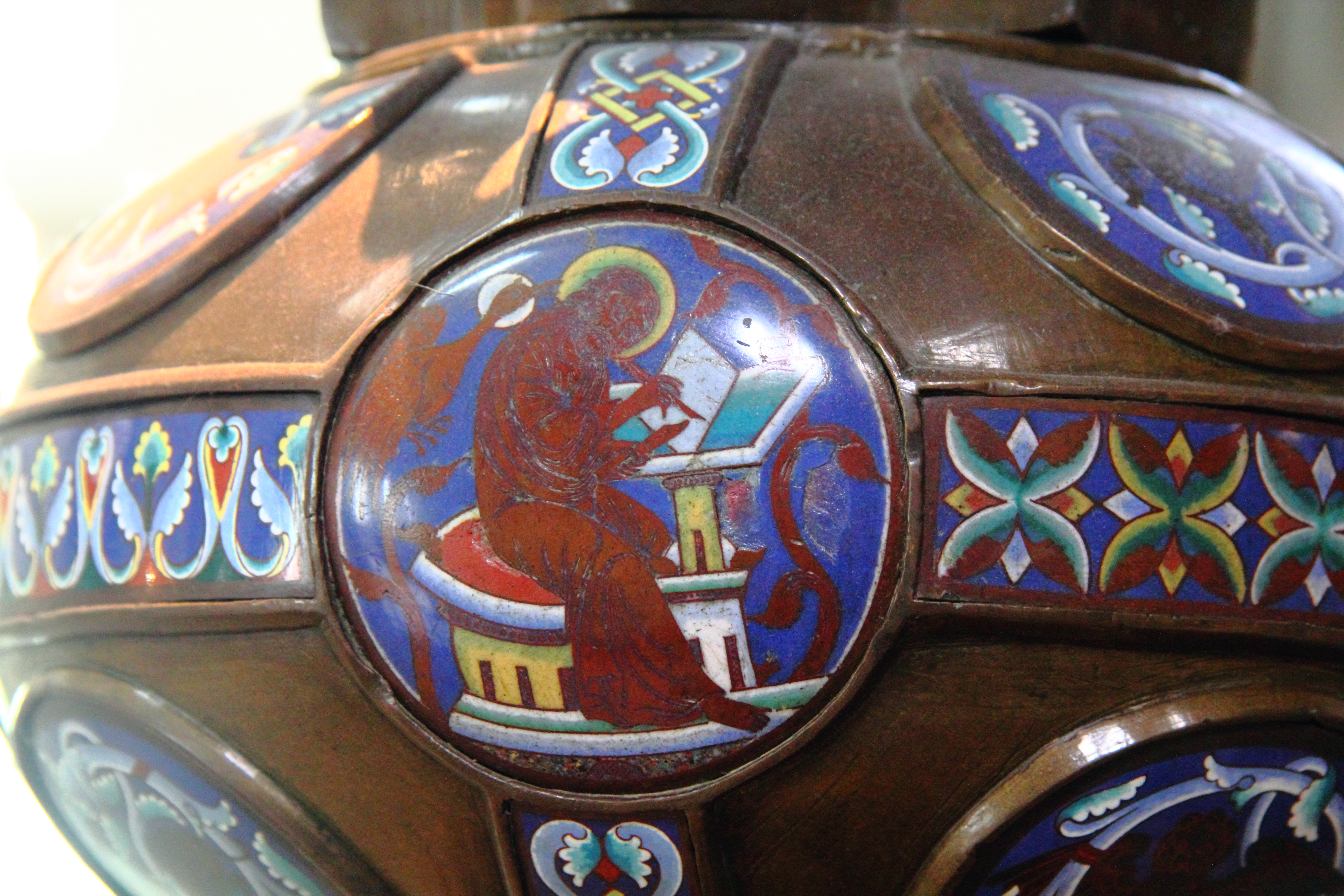
Emaille-Arbeiten am Leuchter
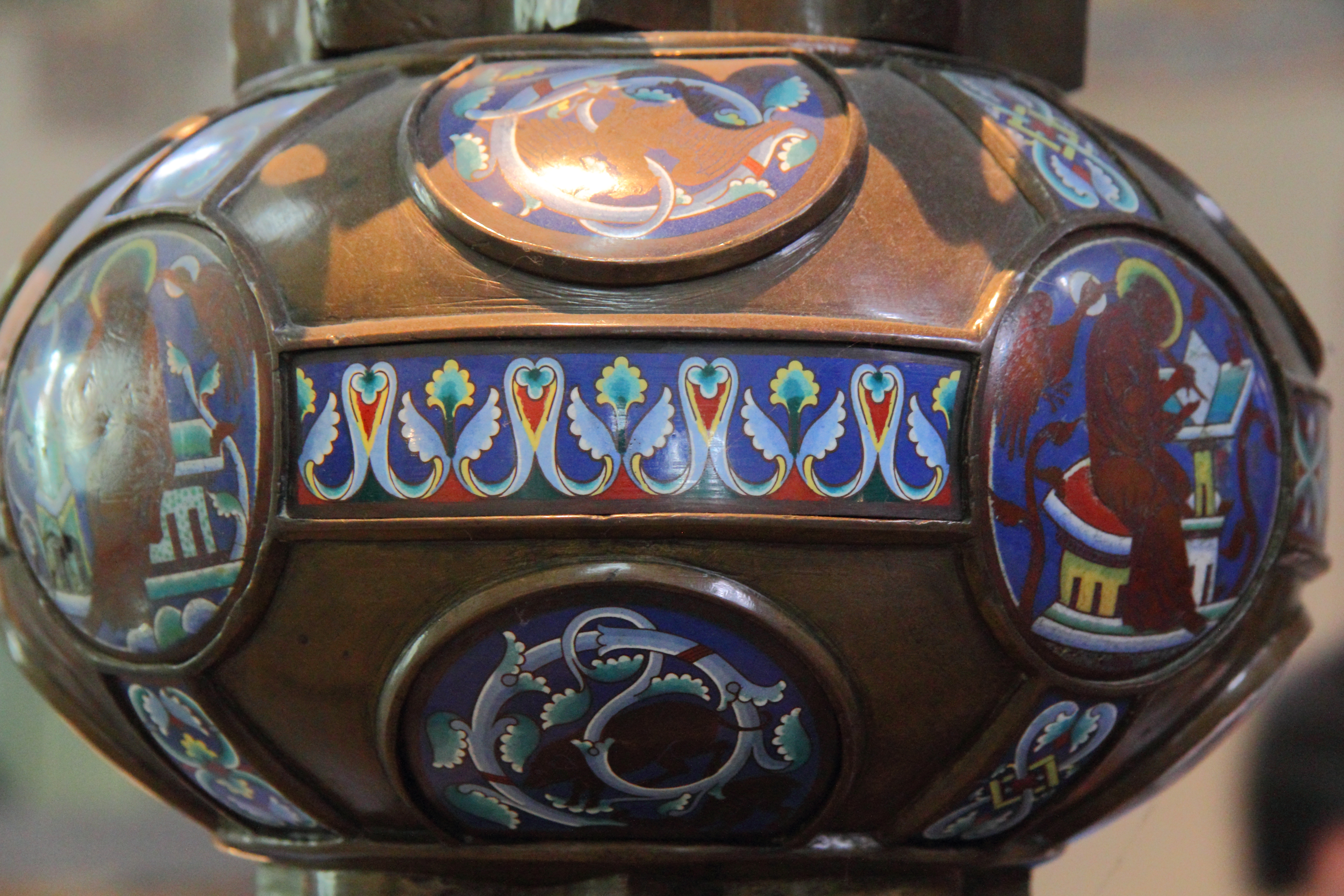
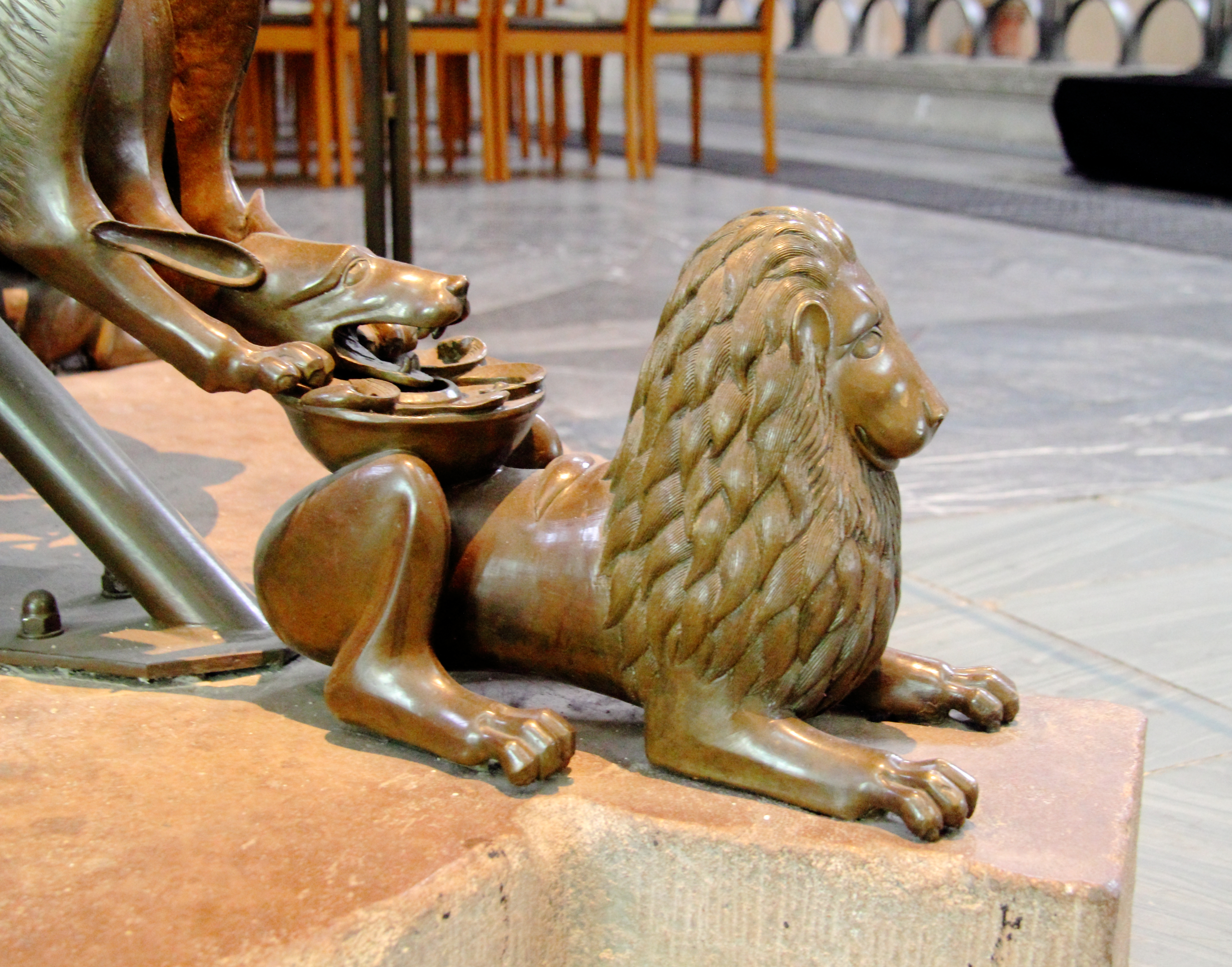
Löwenfigur als Fuß des Leuchters

## Geschichte
Der Entstehungszeitpunkt des Leuchters ist nicht schriftlich überliefert. Er gilt wie der 1188 geweihte Marienaltar als Stiftung Herzog Heinrichs des Löwen für seine 1173 erfolgte Kirchengründung, die Stiftskirche St. Blasius und Johannes d. T. Aufgrund von Materialanalysen und stilistischer Ähnlichkeiten mit dem Marienaltar und dem Braunschweiger Löwen ist die Entstehung des Leuchters in einer Bronzegießerwerkstatt im Braunschweiger Raum wahrscheinlich. Urkundlich genannt wird er erstmals im Jahre 1196, als sich Ludolf von Volkmarode verpflichtete, für die Wachskerzen dieses Leuchters zu sorgen. Sein Standort befand sich zu dieser Zeit vor dem im selben Jahr geweihten Kreuzaltar und hatte durch seine direkte Nachbarschaft zum Grabmal Heinrichs des Löwen († 1195) und seiner Ehefrau Mathilde († 1189) quasi die Funktion eines Totenleuchters.  Diesen im 13. Jahrhundert durch die Braunschweigische Reimchronik bestätigten Platz behielt er für die kommenden Jahrhunderte.

### Demontage in der Barockzeit
Unter den Herzögen Rudolf August und Anton Ulrich wurden ab 1687 bzw. um 1700 gravierende Umgestaltungen des Dominneren durchgeführt.  Dabei wurde die Lettneranlage abgebrochen und eine zweiläufige Treppe eingebaut. Im Jahre 1728 wurde ein barocker Hochaltar durch Anton Detlev Jenner errichtet. Spätestens zu diesem Zeitpunkt wurde der Siebenarmige Leuchter abgebaut, da er die Sicht auf den neuen Altar einschränkte.  Er wurde im Kapitelhaus eingelagert, wodurch er vor dem Abtransport als napoleonische Beutekunst im Jahre 1806 bewahrt werden konnte. Christoph Friedrich Görges nahm im Jahre 1815 eine Bestandsaufnahme des Leuchters vor. Dabei stellte er 67 Einzelteile fest, wobei die Füllungen zwischen den Drachenfüßen ebenso wie die tragende Eisenstange fehlten.

### Wiederaufstellung und mehrfache Restaurierung
Görges und der Braunschweiger Hofbaurat Krahe setzten sich für die erneute Aufstellung des Leuchters ein, der im April 1830 seinen neuen Standort unter dem östlichen Vierungsbogen fand. In den Jahren 1895 bis 1897 erfolgte eine Restaurierung, wobei auch die verlorenen Rankenfüllungen zwischen den Drachen durch den Hildesheimer Bildhauer Friedrich Küsthardt ersetzt wurden. Eine neue Aufstellung vor den Stufen zum Chorjoch wurde 1938 durchgeführt. Im Rahmen der nationalsozialistischen Entfremdung des Domes zur „nationalen Weihestätte“ wurde der Leuchter 1940 durch Stoffbahnen mit Hakenkreuzen und Reichsadler verhängt und 1942 schließlich zusammen mit dem Imervard-Kreuz in die Krypta gebracht. Im Jahr darauf wurde er im Goslarer Rammelsberg vor Bombenangriffen in Sicherheit gebracht und nach Ende des Zweiten Weltkriegs am 20. August 1945 zurücktransportiert. Bis zum 4. November 1945 wurde der Leuchter vor dem östlichen Bogen der Vierung aufgebaut. 1954 wurde eine Stabilisierung durch Einbau eines eisernen Tragerohrs erforderlich. In diesem Jahr fand der Leuchter seinen heutigen Standort in der Vierung auf dem Hohen Chor. Eine weitere Restaurierung wurde 1984 nach Auftreten mehrerer Risse durchgeführt. Im Mai 1992 wurde der Leuchter zerlegt und statisch gesichert. Von April bis November 1997 wurde er erneut zerlegt und gereinigt.

## Symbolik

### Menora
In Ausgestaltung und religiöser Symbolik bezieht sich der Braunschweiger Leuchter auf die jüdische Menora, den Siebenarmigen Leuchter des alttestamentlichen Salomonischen Tempels, der im 2. Buch Mose (37, 17–24) genannt wird. Vermittelt durch die Buchmalerei fand der Siebenarmige Leuchter Eingang in die christliche Kunst. In der Zeit der Karolinger entstanden Nachbildungen dieses jüdischen Tempelgeräts, dessen ältestes erhaltenes Exemplar der Essener Leuchter aus der Zeit um 1000 ist. Möglicherweise wollte Heinrich der Löwe seine Kirchengründung als Abbild des salomonischen Tempels verstanden wissen, worauf Parallelen der von ihm gestifteten Kunstwerke zur alttestamentlichen Tempelausstattung hindeuten.

### Jessebaum
Durch mittelalterliche Theologen wie Rupert von Deutz wurde der Siebenarmige Leuchter im christlichen Sinn als Abbild Christi neu interpretiert.  Der Leuchter mit seinen pflanzenartigen Verzierungen wächst wie ein Baum (Jessebaum) in die Höhe, welcher der Wurzel Jesse entspringt. Nach der Weissagung des Propheten Jesaja (11, 1–3) entspringt der radix Jesse (Wurzel, Stamm des Isai) die virga (Spross), auf deren flos (Blüte, Jesus Christus) der siebenfache Geist Gottes ruhen wird. Ebenso ist die Deutung des Leuchters als lignum vitae, als Holz des Lebens oder Lebensbaum, möglich, der Auferstehung und Ewiges Leben symbolisiert.

### Siebenzahl
Die Siebenzahl besitzt in der christlichen Symbolik eine große Bedeutung und verweist unter anderem auf die Vollendung der Schöpfung. Sie schließt die Zahlen Vier (vier Evangelisten und vier Winde auf den Emails) und Drei ein. In der Offenbarung des Johannes erscheint Christus mit sieben goldenen Leuchtern, die die sieben Gemeinden symbolisieren, an die Johannes schreibt. Christus trägt in der Vision die Schlüssel des Todes und der Hölle. Diese Symbole für die Auferstehung korrespondieren mit dem ursprünglichen Standort des Leuchters neben dem Grab des Stifterpaares und seiner Funktion als Totenleuchter. Die Siebenzahl lässt sich weiterhin verbinden mit den sieben Gaben des Heiligen Geistes und den sieben Sakramenten ebenso wie mit den alttestamentlichen sieben „Säulen der Weisheit“ (Spr 9, 1).